# Campionat de Port-au-Prince de futbol
El campionat de Port-au-Prince de futbol fou el principal campionat regional de Port-au-Prince, Haití.

## Historial
Fins a la dècada del 1930 (amb la creació de la Coupe Vincent) aquest campionat feia de Campionat Nacional, malgrat només el disputaven clubs de Port-au-Prince.

### Campionat de Port-au-Prince
- 1912 Union Sportive Haïtienne
- 1913 Union Sportive Haïtienne
- 1914 Union Sportive Haïtienne
- 1915-21 No es disputà
- 1922 Equipe B
- 1923 No es disputà
- 1924 Jeunesse Sportive Haitienne
- 1925 Tennis Athletic Club
- 1926 Violette Athlétique Club
- 1927-29 No es disputà

### Coupe Pradel
- 1930 no finalitzat
- 1931 Racing Club Haïtien
- 1931-32 Racing Club Haïtien
- 1933 Racing Club Haïtien
- 1934 Racing Club Haïtien
- 1935 Racing Club Haïtien
- 1936 Violette Athlétique Club
- 1937 Racing Club Haïtien
- 1937-38 Racing Club Haïtien
- 1939 Violette Athlétique Club
- 1940 Hatüey Bacardi Club[2]
- 1941 Racing Club Haïtien
- 1942 Excelsior AC
- 1942-43 Etoile Haïtienne
- 1943 Arsenal FC Port-au-Prince[2]
- 1944 Etoile Haïtienne
- 1945 Hatüey Bacardi Club
- 1946 Racing Club Haïtien
- 1947 Racing Club Haïtien
- 1948 Excelsior AC
- 1949 no finalitzat
- 1950 Excelsior AC
- 1951 Excelsior AC
- 1952-53 Aigle Noir AC
- 1953-54 Racing Club Haïtien
- 1954 Violette Athlétique Club
- 1955 Aigle Noir AC
- 1956 Jeunesse Pétion-Ville
- 1957 Violette Athlétique Club
- 1958 Racing Club Haïtien
- 1959 Aigle Noir AC
- 1960 Victory Sportif Club
- 1961 Etoile Haïtienne
- 1962 Racing Club Haïtien
- 1963 Racing Club Haïtien
- 1964-66 No es disputà
- 1966 Racing Club Haïtien
- 1967 Racing Club Haïtien
- 1968 Violette Athlétique Club
- 1969 Racing Club Haïtien
- 1970 Aigle Noir AC
- 1971 Don Bosco FC
- 1972 Violette AC o Racing CH
- 1973 desconegut
- 1974 Racing Club Haïtien
- 1975 No es disputà
- 1976 Violette Athlétique Club
- 1977 Racing Club Haïtien
- 1978 Violette Athlétique Club
- 1979 Violette Athlétique Club
- 1980 No es disputà
- 1981 Racing Club Haïtien
- 1982 No es disputà
- 1983 Violette Athlétique Club
- 1984-88 No es disputà
- 1989 Violette Athlétique Club